# Fluorocarbono

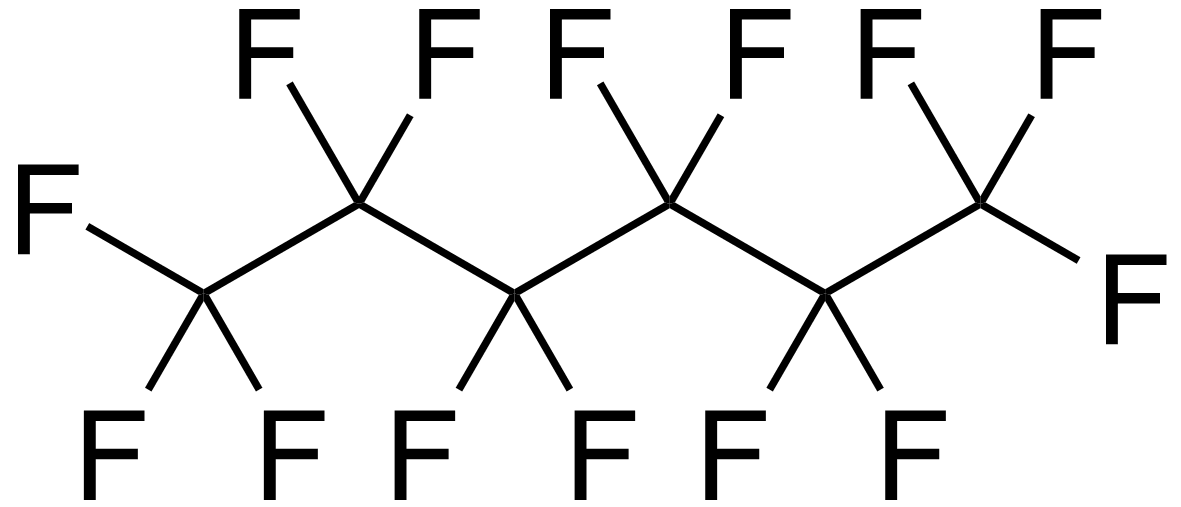
Perfluorohexano, um estável fluoralcano líquido

Fluorocarbonos, ou fluorocarbonetos ou fluoretos de carbono, por vezes referidos como perfluorocarbonetos, são compostos organofluorados que contêm apenas átomos de carbono e flúor ligados em fortes ligações carbono-flúor.
Especificamente, os chamados fluoroalcanos são fluorocarbonos que são totalmente formados por flúor e carbono. São correspondentes aos alcanos, e podem ser entendidos como alcanos nos quais todos os átomos de hidrogênio foram substituídos por átomos de flúor. De maneira similar, existem os fluoroalquenos, similares aos alquenos e fluoroalquinos, similares aos alquinos, e assim pr diante.
Fluoroalcanos, que contêm apenas ligações simples, são mais química e termicamente estáveis do que alcanos. No entanto, fluorocarbonetos com ligações duplas (fluoroalquenos) e especialmente tripla (fluoroalquinos), são mais reativos que os hidrocarbonetos correspondentes. Fluoroalcanos podem servir como fluoropolímeros repelentes aos óleos/repelentes à água, solventes, agentes de respiração em líquido em pesquisa, e poderosos gases do efeito estufa. Fluorocarbonetos insaturados tendem a ser usados como reagentes químicos.

Perfluoroisobutileno, um reativo e tóxico fluoroalqueno gasoso

Muitos compostos químicos são rotulados como fluorocarbonetos, perfluorados, ou com o prefixo perfluoro- apesar de conterem átomos além de carbono ou de flúor, como clorofluorcarbonetos e compostos perfluorados, no entanto, estas moléculas são derivados fluorocarbonos, e não fluorocarbonetos verdadeiros. Derivados fluorocarbonos dividem muitas das propriedades dos fluorocarbonetos, embora também possuam outras propriedades, devido à inclusão de outros átomos. Por exemplo, os derivados de fluorocarbono pode atuar como fluoropolímeros, fluidos refrigerantes, solventes, anestésicos, fluorosurfactantes e depletores do ozônio.

## Uso do termo
A definição formal da IUPAC de um fluorocarbono é uma molécula consistindo completamente de flúor e carbono. Entretanto, outras moléculas baseadas em fluorocarbonos que não são tecnicamente fluorocarbonos são comumente referidas como fluorocarbonos, por causa de estruturas similares e propriedades idênticas. Compostos com outros átomos que carbono e flúor não são verdadeiros fluorocarbonos e são considerados como derivados fluorocarbonos em uma seção separada abaixo.

## Derivados
Derivados fluorocarbonos são moléculas altamente fluoradas que são comumente referidas como fluorocarbonos. Elas são economicamente úteis porque dividem parcial ou proximamente todas as propriedades de fluorocarbonos. Alguns derivados de fluorocarbonos tem propriedades marcadamente diferentes dos fluorocarbonos. Por exemplo, fluorosurfactantes reduzem fortemente tensão superficial por concentrarem-se em uma interface líquido-ar devido à lipofobicidade dos fluorocarbonos, devido a grupo funcional polar adicionado à cadeia fluorocarbono. Outros grupos de átomos ou compostos baseados em fluorocarbono possuem o átomo de oxigênio incorporado em um grupo éter para anestésicos, e o átomo de cloro para o clorofluorocarbonos (CFCs).
Em um flagrante contraste com verdadeiros fluorocarbonos, o átomo de cloro produz um radical cloro o qual degrada ozônio.

### Fluorosurfactantes
- Ácido perfluorooctanossulfônico (PFOS)
- Ácido perfluorooctanóico (PFOA)
- Ácido perfluorononanóico

### Anestésicos
- Sevoflurano
- Desflurano
- Metoxiflurano (contém cloro)
- Enflurano (contém cloro)
- Isoflurano (contém cloro)

### Derivados halogenados
- Clorodifluorometano

### Hidrofluorocarbonetos
- Fluoreto de polivinilideno ([CH2CF2]n)
- 1,1,1,2 Tetrafluoroetano (R134A)